# Meisje zonder naam
Meisje zonder naam is een lied van de Nederlandse zangeres Emma Heesters, rapper Ronnie Flex en producer Trobi. Het werd in 2021 als single uitgebracht en stond in 2022 als zestiende track op het album Trobi on the beat van Trobi.

## Achtergrond
Meisje zonder naam is geschreven door Peter Andre, Anthony Wayne, Glen Goldsmith, Oliver Jacobs en Philip Jacobs en geproduceerd door Trobi. Het is een nummer uit het genre nederpop. Het is een nummer waarin de liedverteller zingt over een meisje dat diegene in de dansclub heeft ontmoet. De liedverteller weet nog niet haar naam en vraagt aan haar of ze al serieus genoeg contact met elkaar hebben of zij haar naam aan de liedverteller wil vertellen. Het lied is deels een bewerking van Mysterious Girl van Peter Andre uit 1996. Het is niet de eerste keer dat Heesters en Ronnie Flex samenwerken, waar ze eerder in 2021 al hitsingle Alles wat ik mis uitbrachten. Voor Trobi was het de eerste keer dat hij als artiest op een nummer met de andere twee stond, al was hij wel als producer bij enkele nummers van Ronnie Flex betrokken. Trobi en Ronnie Flex werkten na Meisje zonder naam nogmaals samen op Wishlist, Okee shordy, Love song en Wacht op mij.

## Hitnoteringen
De artiesten hadden bescheiden succes met het lied in Nederland. Het piekte op de 56e plaats van de Single Top 100 en stond vier weken in deze hitlijst. De Top 40 werd niet bereikt; het lied bleef steken op de achtste plaats van de Tipparade.